# Alexandros Diomidis
Alexandros Diomidis (Grieks: Αλέξανδρος Διομήδης) (Athene, 3 januari 1875 - 11 november 1950) was een Grieks politicus en gouverneur van de Bank van Griekenland.

## Levensloop
Diomidis was de kleinzoon van de Griekse eerste minister Diomidis Kiriakos. Hij studeerde rechten en economie in Weimar en Parijs en hij ontving een doctoraat aan de Universiteit van Berlijn. In 1905 werd hij professor aan de Universiteit van Athene. Hij was tevens lid van de Academie van Athene.
In 1909 werd hij benoemd tot prefect van het Attica en Boeotia departement. Eén jaar later werd hij verkozen in het Parlement van Griekenland voor de Liberale Partij. Van 1912 tot 1915 en in 1922 was hij minister van Financiën.
In 1923 werd hij gouverneur van de Nationale Bank van Griekenland en in 1928 werd hij gouverneur van de Bank van Griekenland.
Op 28 juni 1949 volgde Diomidis de overleden Themistoklis Sophoulis op als eerste minister en vormde daarmee de eerste regering na de Griekse Burgeroorlog. Hij behield dit mandaat tot 6 januari 1950.
In de regering daarna werd hij minister van Transport. Na een schandaal moest hij echter zijn ontslag indienen als minister. Diomidis overleed nog hetzelfde jaar.
Diomidis was eveneens auteur van verschillende literaire werken, waaronder een tweedelig werk over studies van het Byzantijnse Rijk.
- Gemeinsame Normdatei: 1170270689
- International Standard Name Identifier: 0000 0000 5097 8892
- Library of Congress Control Number: nr94020184
- Nederlandse Thesaurus van Auteursnamen: 073857904
- Système universitaire de documentation: 160347548
- Virtual International Authority File: 24482713
- WorldCat: E39PBJyrXvJppK7XFXtFMyth73